# Spoorlijn Tutzing - Kochel
De spoorlijn tussen Tutzing en Kochel am See ook wel Kochelseebahn genoemd is een Duitse spoorlijn als spoorlijn 5453 onder beheer van DB Netz. Het traject is een zijlijn van de spoorlijn tussen München en Garmisch-Partenkirchen.

## Geschiedenis
Het traject werd door de Königlich Bayerische Staats-Eisenbahnen (K.Bay.Sts.B) op 23 mei 1898 geopend.
In Bichl bestond tot 31 mei 1959 aansluiting met de Isartalbahn uit München.
Het traject tussen Tutzing en Bichl is als hoofdspoorlijn aangelegd en het traject tussen Bich en Kochel am See als lokaalspoorlijn.

## Treindiensten

### DB
De Deutsche Bahn verzorgt het personenvervoer op dit traject met RB treinen.

## Aansluitingen
In de volgende plaatsen was of is een aansluiting van de volgende spoorwegmaatschappijen:

### Tutzing
- München - Garmisch-Partenkirchen spoorlijn tussen München en Garmisch-Partenkirchen
- Kochelseebahn spoorlijn tussen Tutzing en Kochel am See

### Bichl
- Kochelseebahn spoorlijn tussen Tutzing en Kochel am See
- Isartalbahn spoorlijn tussen München en Bichl

## Elektrische tractie
Het traject werd 25 maart 1925 geëlektrificeerd met een spanning van 15.000 volt 16 2/3 Hz wisselstroom.

## Afbeeldingen

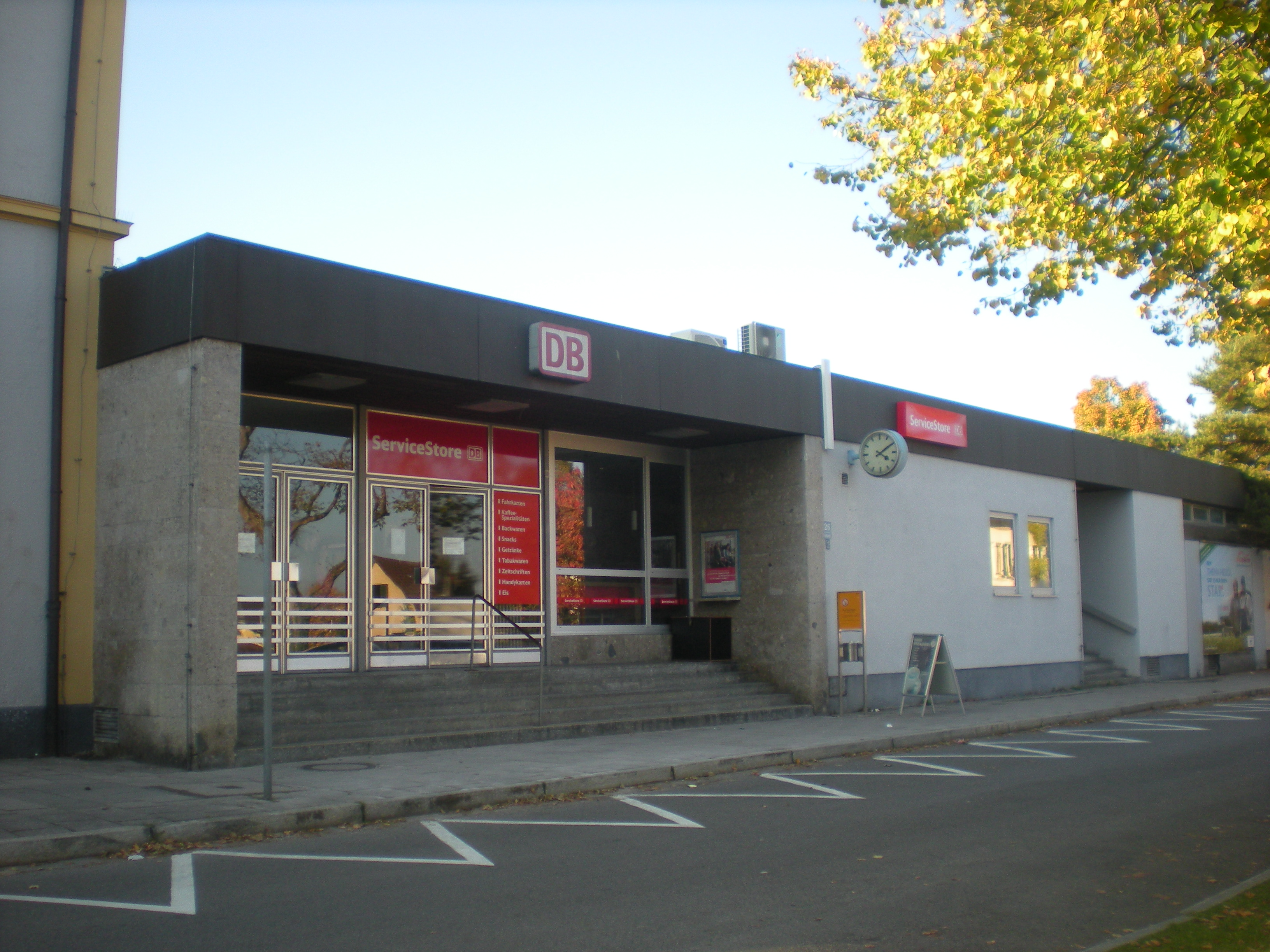
Station Tutzing
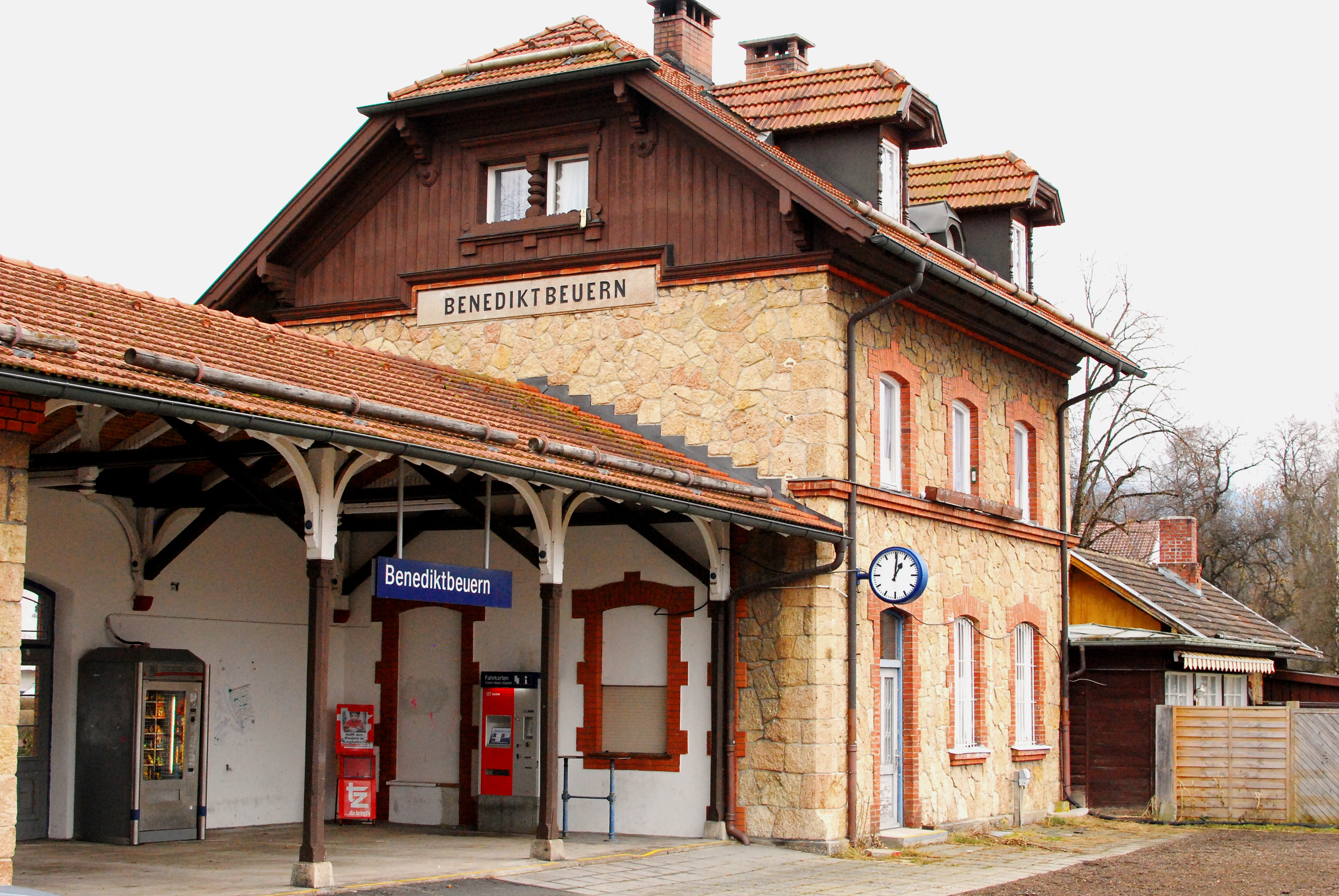
Station Benediktbeuern
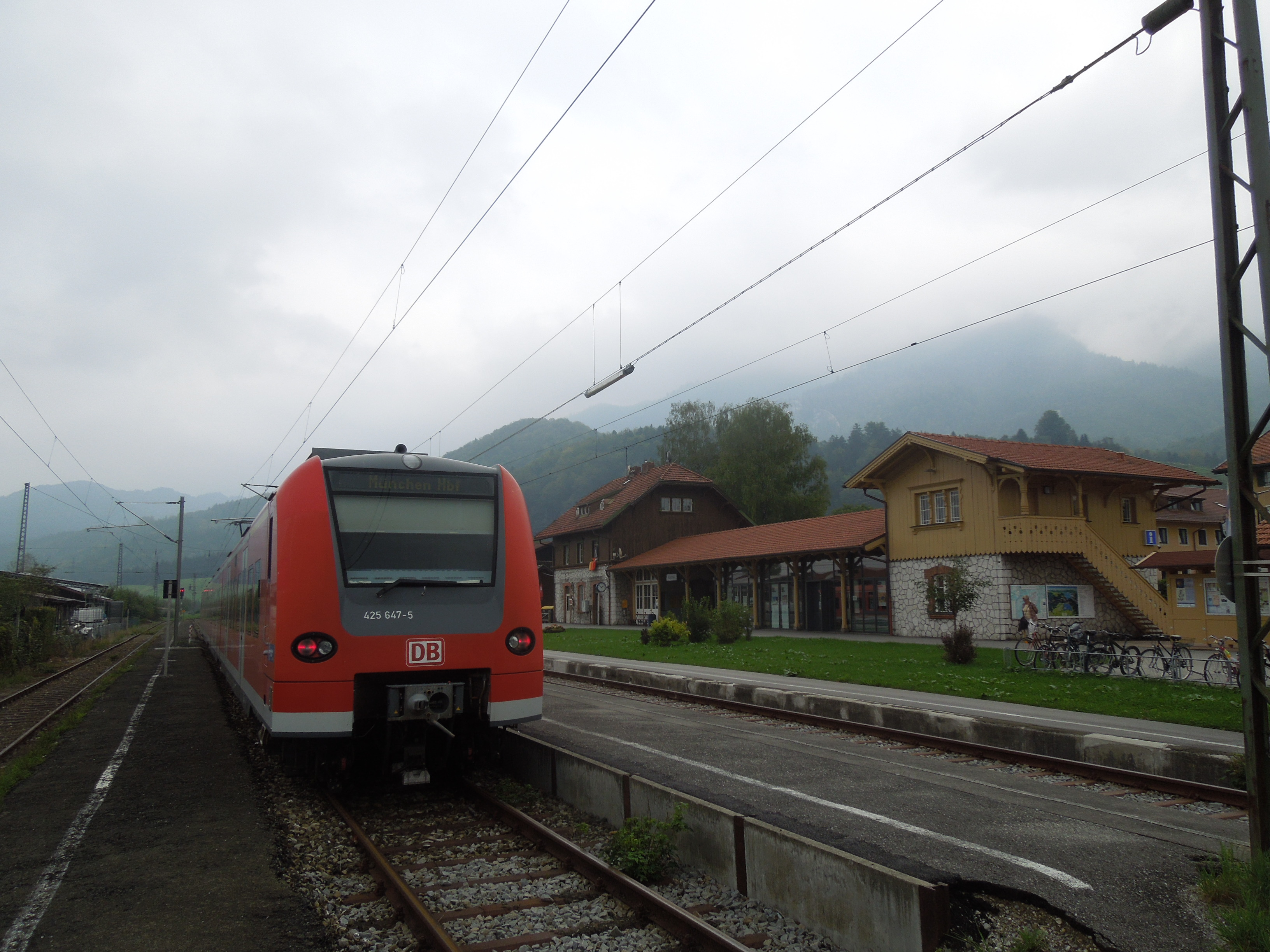
Station Kochel met treinstel Baureihe 425